# یسرلو
یسرلو، روستایی از توابع بخش شرا شهرستان همدان در استان همدان ایران است. قدمت روستا به چند صد سال پیش برمیگردد، مردم بیشتر این روستا مشغول دامداری و کشاورزی هستند. نام‌های خانوادگی غالب روستاییان:مومنی، کمندی، اوجی، اوشلی، بابایی و…

## جمعیت
این روستا در دهستان چاه دشت قرار دارد و براساس سرشماری مرکز آمار ایران در سال ۱۳۸۵، جمعیت آن ۱٬۱۷۲ نفر (۲۳۱خانوار) بوده‌است.

## نگارخانه

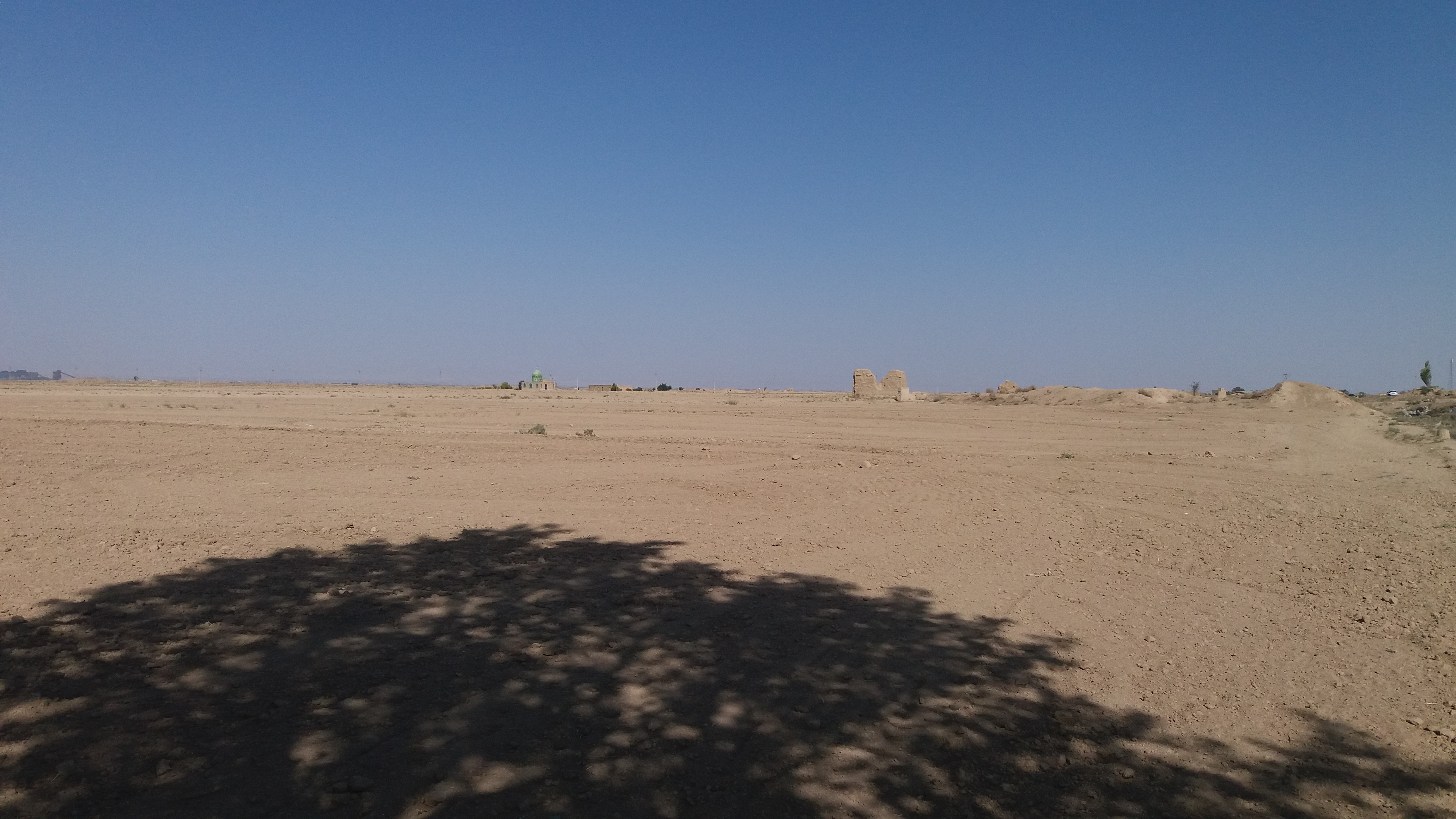
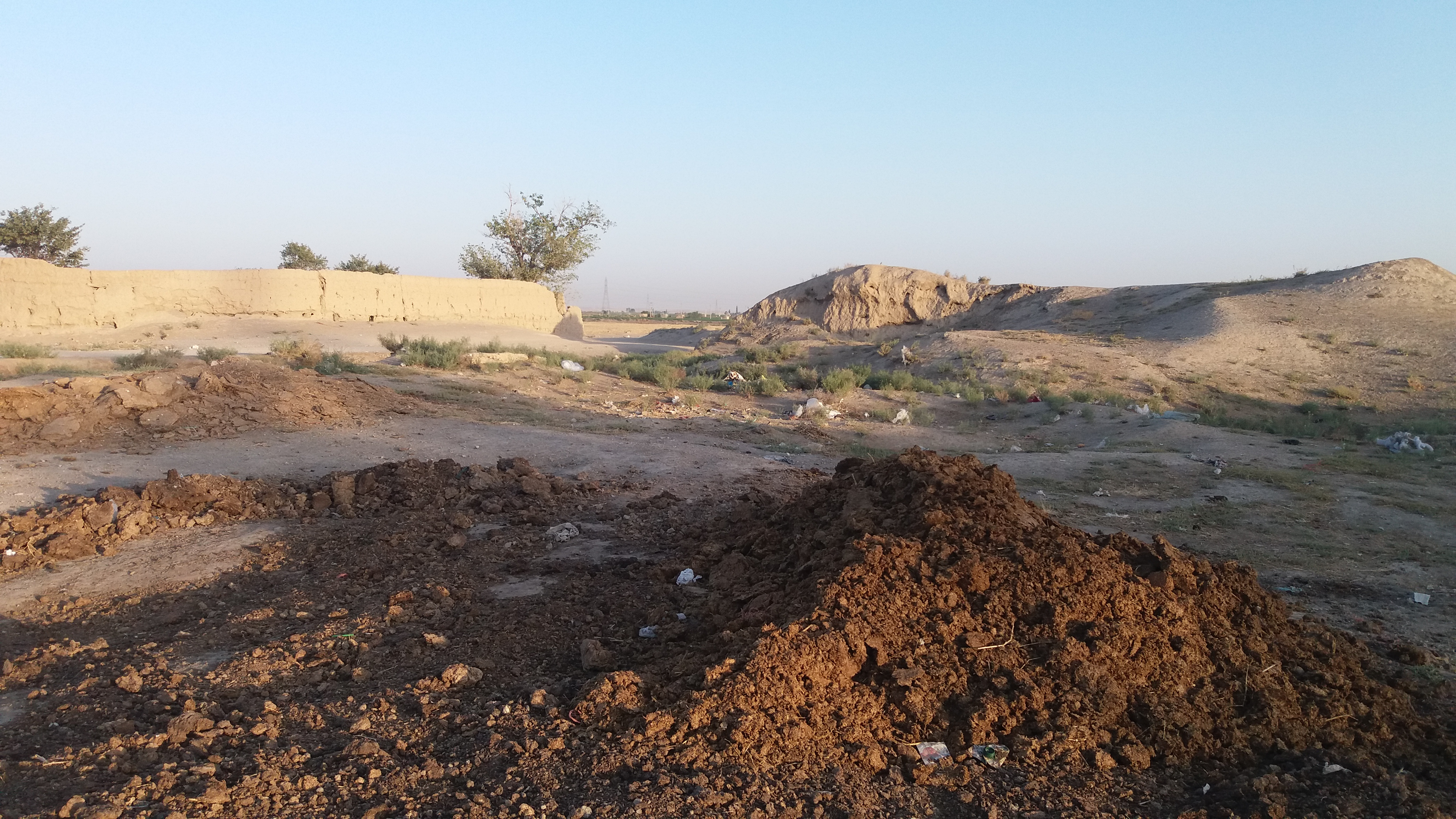
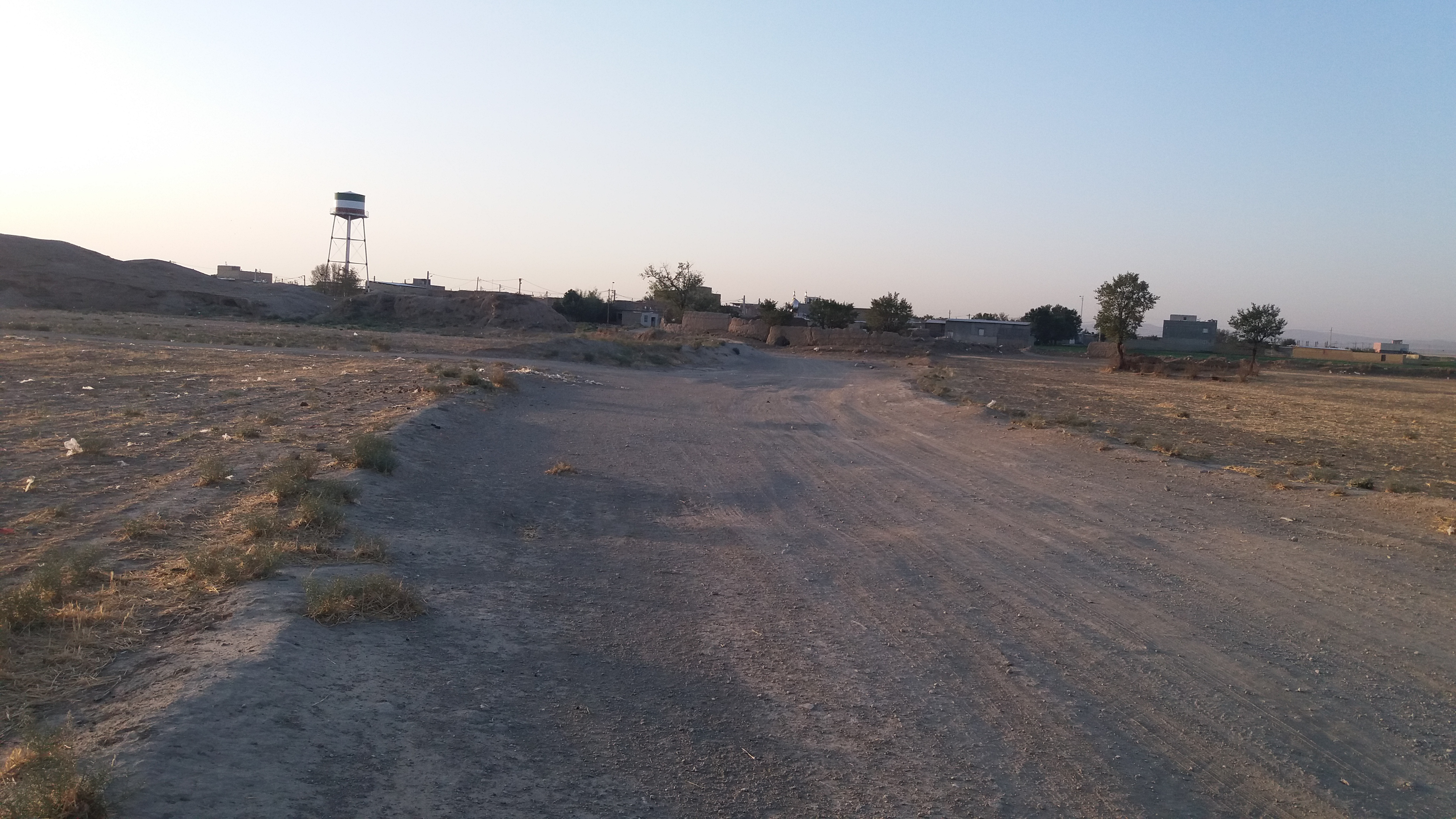

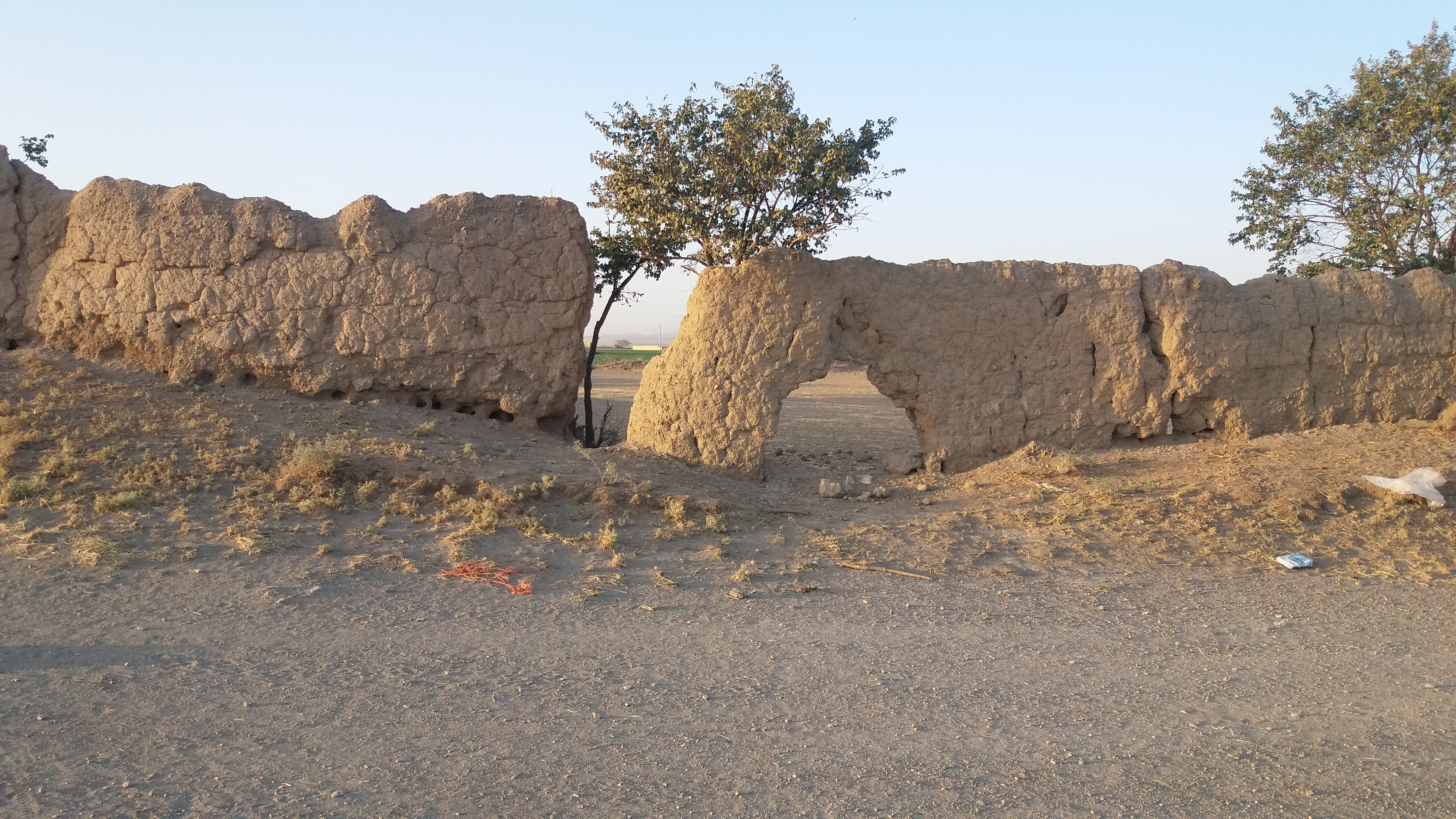
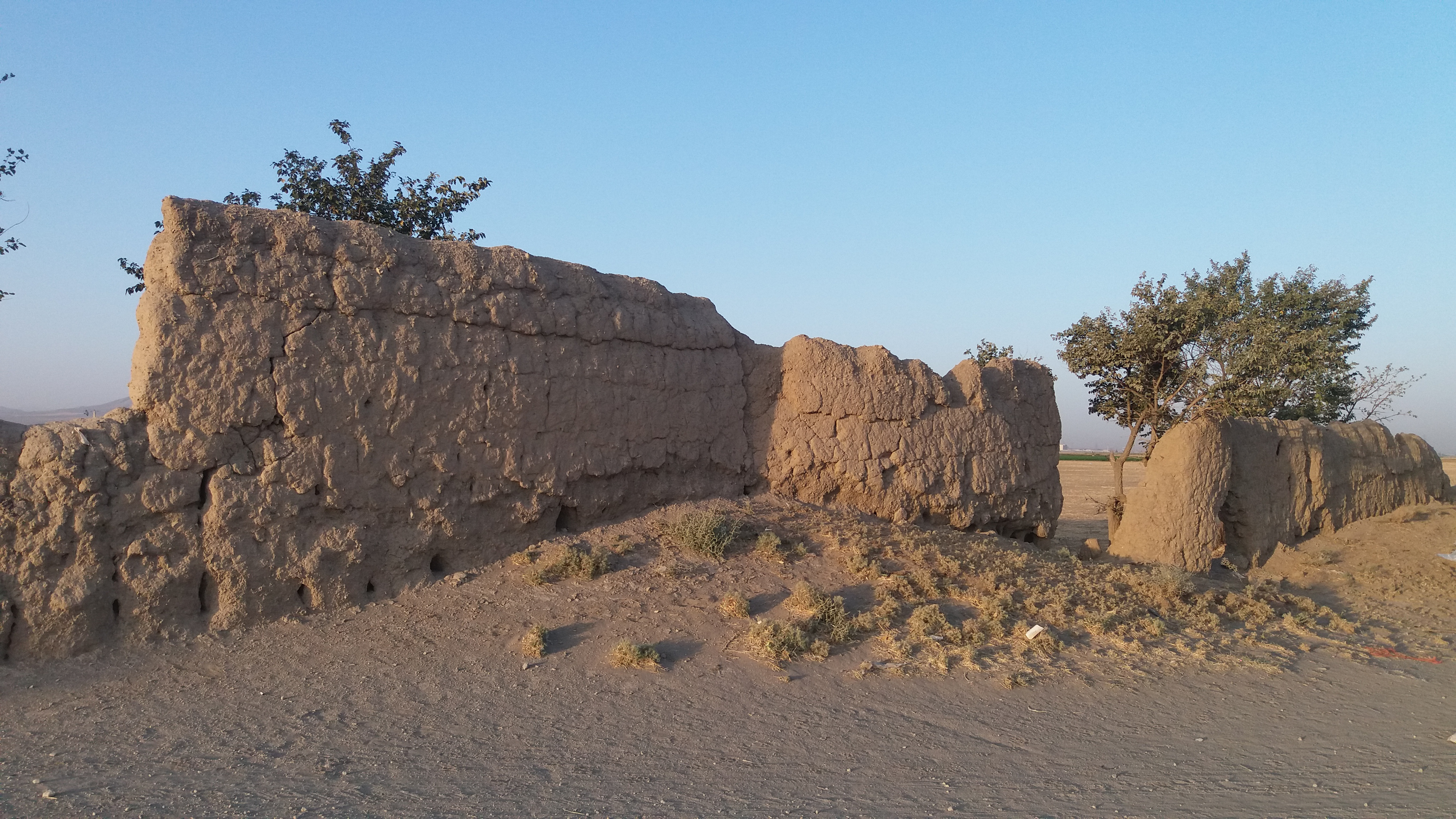
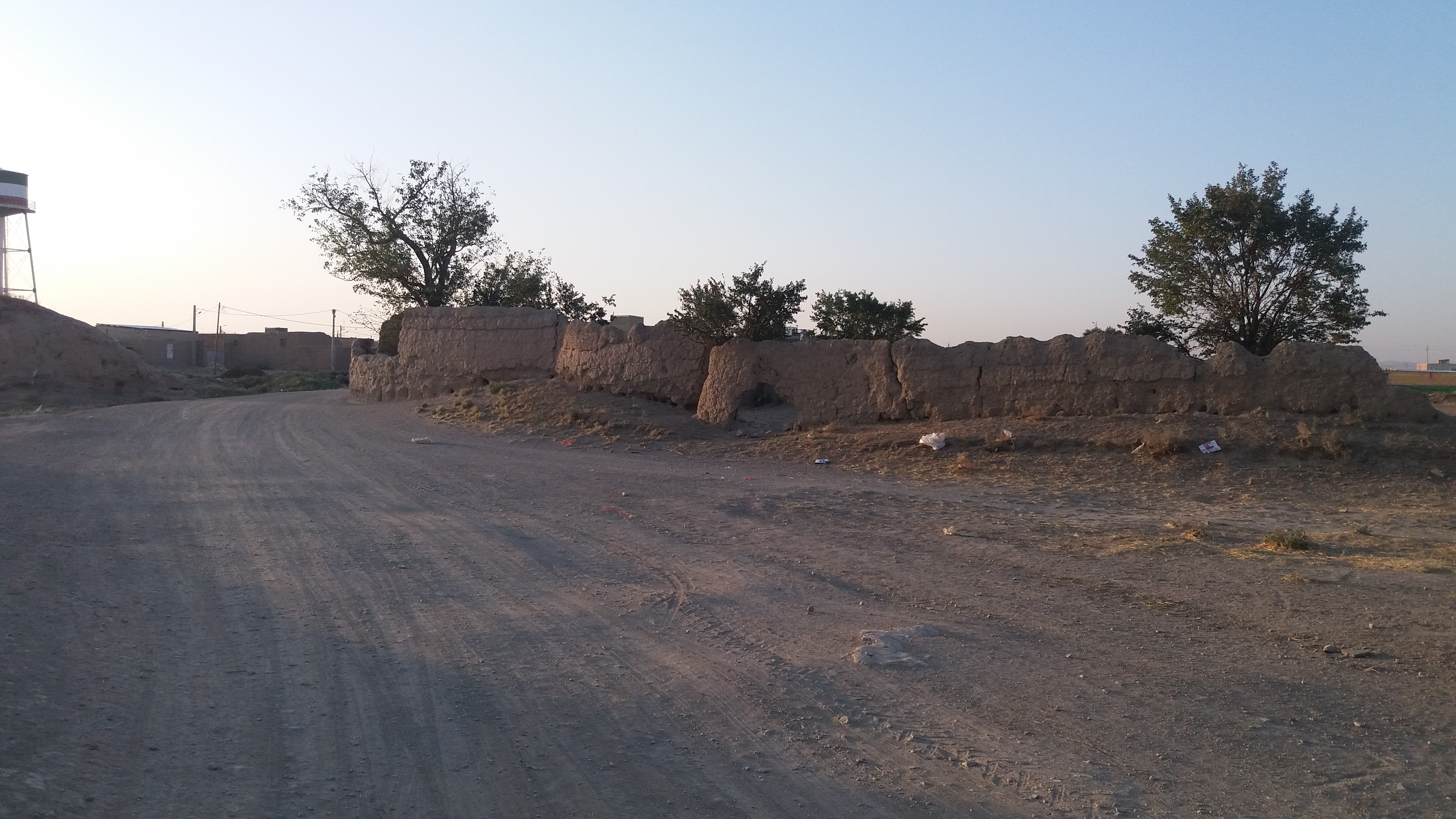

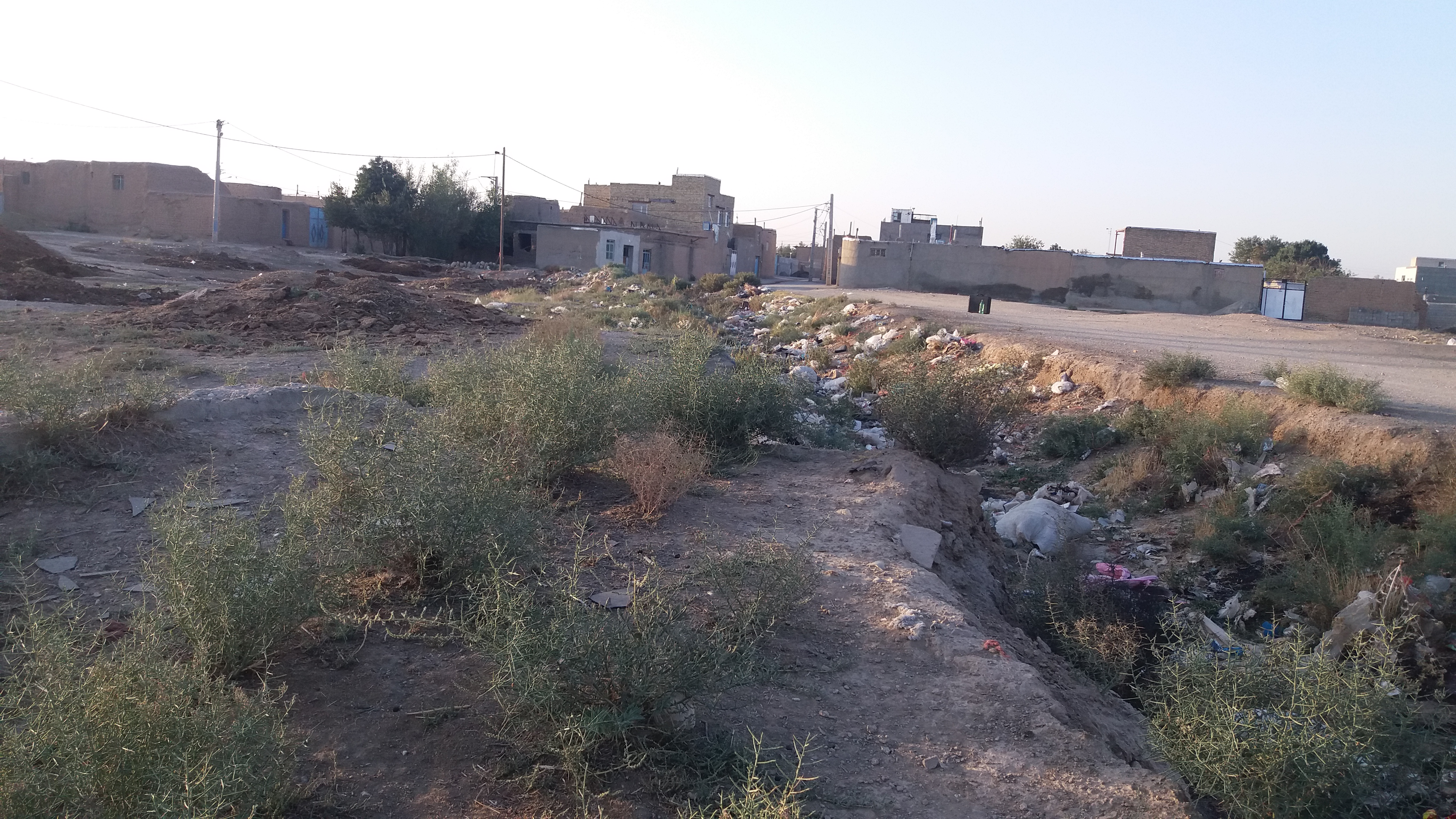
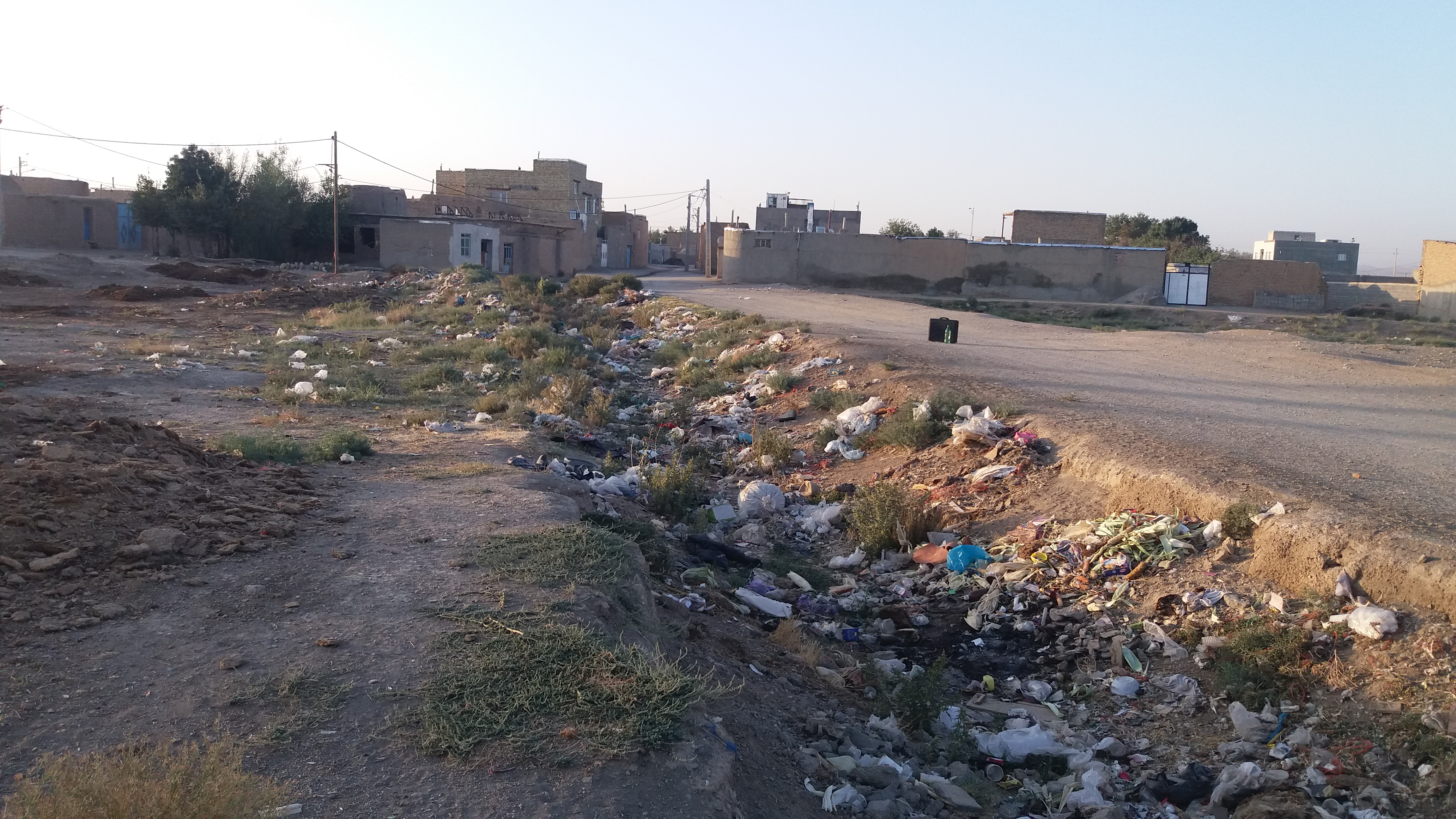
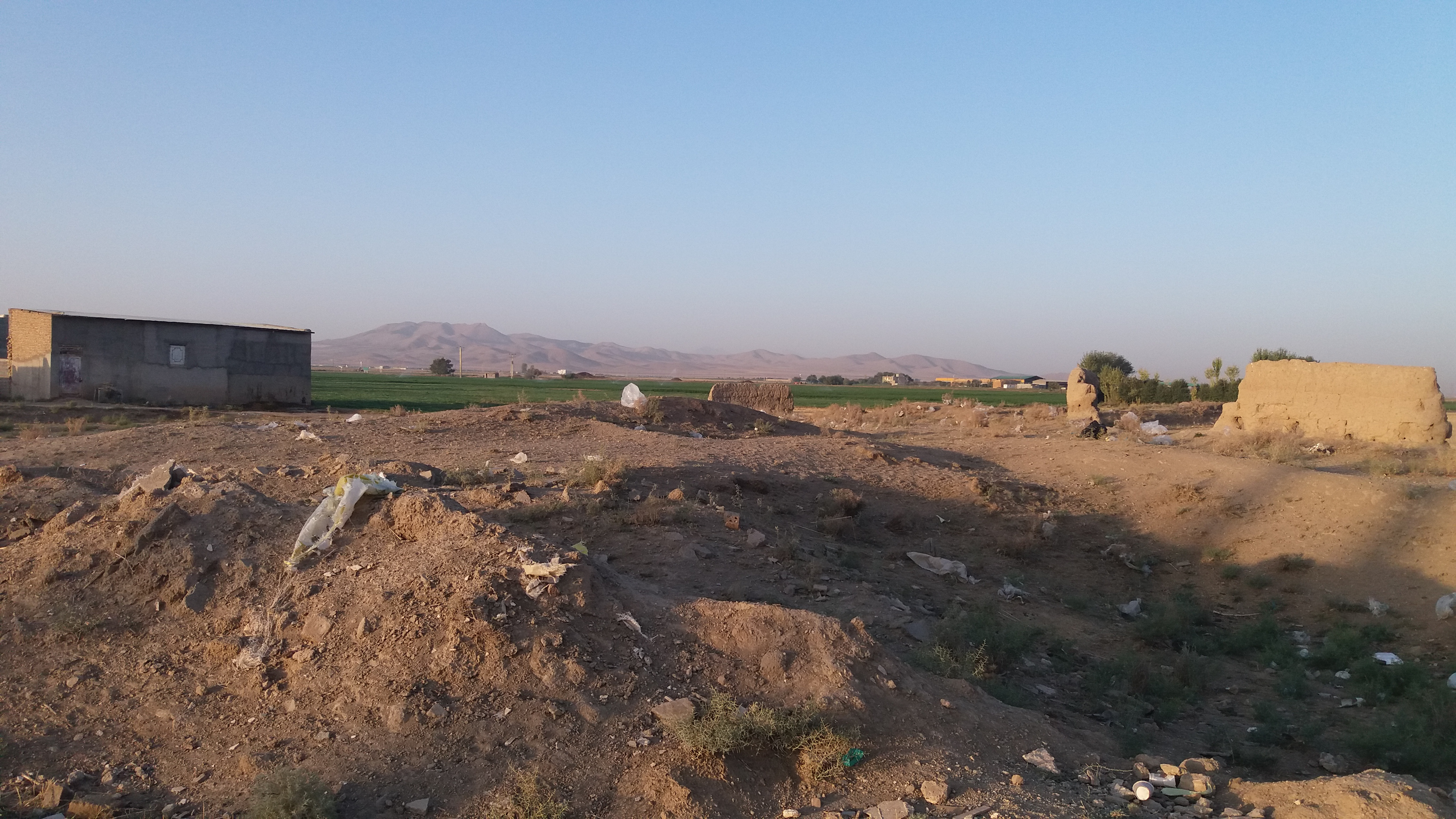